# Associació Catalana d'Estudiants (Principat de Catalunya)
L'Associació Catalana d'Estudiants (ACE) va ser un sindicat d'estudiants de Catalunya fundat el 1985 d'orientació nacionalista i d'esquerres.
L'ACE tenia com a objectiu, segons els seus documents fundacionals, fer un pas endavant intentant estructurar el poc moviment estudiantil existent i abandonar les pràctiques espontànies.
Així, des dels seus inicis, l'ACE va apostar per la creació d'una organització estudiantil progressista unitària que agrupés els petits grups existents en aquell moment, i va encapçalar un procés d'unificació de diversos col·lectius d'esquerres, primer amb la creació de l'Alternativa per una Universitat Progressista (AUP), amb la inclusió de l'Associació de Joves Estudiants de Catalunya i de diversos col·lectius de centre, i va culminar el 1991 amb la creació de l'Associació d'Estudiants Progressistes (AEP).